# Avtofagija
Avtofagíja (grško autos - sam + phageîn - jesti, požirati), tudi citoplazemska celična smrt, je kataboličen proces razgradnje celici lastnih sestavin s pomočjo lizosomov, ki jih lahko celica ponovno uporabi in s tem pridobi nujno potrebna hranila. Je natančno uravnavan proces, ki ima pomembno vlogo med rastjo celice in pri ohranjanju celičnega ravnovesja med sintetskimi in razgradnimi procesi. Evolucijsko gledano se je proces razvil kot odgovor na stradanje, torej zaradi preživetja celice v okolju oz. pogojih brez hranil.
Proces lahko sprožijo tako notranji dejavniki (npr. kopičenje poškodovanih organelov) kot tudi zunanji dejavniki (npr. okužba). Obstajajo tri vrste avtofagije, in sicer makroavtofagija, s katero se razgrajujejo beljakovine in organeli, mikroavtofagija ter avtofagija s šaperoni. Je lahko tudi del oz. poseben pomožni mehanizem pri apoptozi.
Nezadostna avtofagna aktivnost je povezana s številni človeškimi obolenji, kot so mišična obolenja, bolezni živčevja in rakava obolenja, sicer pa je povezana tudi z nalezljivimi boleznimi, saj lahko nekateri znotrajcelični patogeni mikrobi sami vplivajo na potek avtofagije in jo izkoristijo sebi v prid.

## Osnove procesa
Avtofagija je razgradni proces celici lastnih sestavin, ki so odvečne ali poškodovane. Le-te se končno razgradijo z lizosomskimi encimi do organskih molekul, ki jih lahko celica ponovno uporabi in s tem pridobi nujno potrebne hranilne snovi za vzdrževanje biosintetskih reakcij (gre torej za proces recikliranja materialov). Z evolucijskega vidika se je proces razvil kot glavni odgovor celic na stradanje oz. zaradi preživetja celic v ekstremnih pogojih brez hranil.
Proces je natančno uravnavan (reguliran) in ima pomembno vlogo med rastjo celice ter pri ohranjanju celičnega ravnovesja (homeostaze) med sintetskimi in razgradnimi procesi, še posebej v mišicah, jetrih in vranici.
Sprožijo jo lahko bodisi znotrajcelični (intracelularni) signali, kot so kopičenje poškodovanih organelov in odvečnih beljakovin v citosolu, bodisi zunajcelični (ekstracelularni) signali, kot so pomanjkanje hranil, hipoksija (pomanjkanje kisika), hipertermija in okužba z mikrobi.

## Vrste avtofagije in funkcije
Obstajajo tri vrste avtofagije, vsem pa je skupno to, da poteka končna razgradnja celičnih sestavin v lizosomih.

### Makroavtofagija
Makroavtofagija je proces, s pomočjo katerega se razgrajujejo dolgožive citosolne beljakovine, organeli in nekateri določeni predeli celičnega jedra. Glede na organel (kompartment), ki se razgrajuje, ločimo naslednje podvrste makroavtofagije:
- mitofagijo (razgradnja mitohondrijev),
- peksofagijo (razgradnja peroksisomov),
- ksenofagijo (razgradnja znotrajceličnih bakterij in virusov).

#### Potek makroavtofagije
Pri makroavtofagiji sprožilni signali povzročijo nastanek avtofagnih vakuol. Tvorba le-teh je kompleksnen proces, za katerega trenutno nista v celoti znana niti izvor niti mehanizem nastanka membrane vakuole. Sprva se izoblikuje t. i. izolacijska membrana oz. fagofor, za katero je domnevano, da je bodisi poseben celični organel bodisi izvira iz membrane endoplazemski retikuluma (ER). Pri glivah nastane fagofor iz t. i. pre-avtofagosomske strukture (PAS), ki predstavlje začetno mesto zbiranja in urejanja določenih beljakovin, ki sodelujejo pri nastanku avtofagosoma. To torej pomeni, da pri glivah nastanejo vsi avtofagosomi iz ene PAS, medtem ko lahko pri sesalcih nastanejo avtofagosomi kjer koli v citosolu.
V postopnem podaljševanju fagofora, s katerim se postopoma obdaja sestavine, namenjene razgradnji, koordinirano sodelujeta dva konjugacijska beljakovinska sistema: prvi sistem vključuje štiri beljakovine (Atg 5, Atg 7, Atg 10 in Atg 12), drugi konjugacijski sistem pa pri glivah predstavljajo skupki beljakovine Atg 8 (analogna LC3 pri sesalcih) ter fosfatidil etanolamina. LC3 se nahaja na membranah avtofagosomov in je zato specifični označevalec tovrstnih vakuol v celici. Poleg teh dveh sistem sodelujeta tudi encim fosfatidilinozitol-3-fosfatna kinaza in kompleks iz molekul Beclin-1 (pri glivah Atg 6), Ambra (ang. activating molecule in Beclin 1-regulated autophagy), UVRAG (ang. ultraviolet irradiation resistence-associated gene) in Bif-1 (ang. endophilin B-1).
Po sklenitvi membrane nastane z dvojno membrano obdan mešiček, imenovan avtofagosom ali zgodnja avtofagna vakuola s povprečnim premerom od 0,3-1,0 μm. Avtofagosom se nato zlije z lizosomom, pri čemer nastane avtolizosom, sestavine pa se razgradijo do osnovnih gradnikov polimernih organskih molekul (aminokisline, monosaharidi, maščobne kisline itd.) in preidejo skozi membrano avtolizosoma v citosol, kjer so lahko celici na voljo za ponovno uporabo. V primeru, da se avtofagosom zlije z endosomom ali multivezikularnim telescem, nastane amfisom ali pozna avtofagna vakuola, ki šele po zlitju z lizosomom tvori avtolizosom.

### Mikroavtofagija
Mikroavtofagija je proces, pri katerem se del citoplazme obda z na novo nastalo dvojno membrano in s tem nastane avtofagosom, katerega vsebina se razgradi po združitvi z lizosomom.

### Avtofagija s šaperoni
Avtofagija s šaperoni oz. molekulskimi spremljevalci je zelo izbirna (selektivna), saj se z njeno pomočjo razgrajujejo le citosolne beljakovine, ki imajo določeno signalno zaporedje.

## Avtofagija in apoptoza
Medsebojni odnos avtofagije in apoptoze odloča o preživetju ali smti celice. Nazoren primer tega so mitohondriji, ki v primeru poškodbe postanejo prepustne za razne molekule, med drugim tudi za signalne molekule za sproženje apoptoze, kot sta citokrom c in Smac/DIABLO. Sprožena avtofagija lahko razgradi poškodovane mitohondrije in ustavi apoptozo ter tako prepreči celično smrt, v primeru obsežnih poškodb celice pa avtofagija ne zadostuje za popravilo, zato celica sproži proces apoptoze ali pa nadaljuje z avtofagno aktivnostjo in sproži citoplazemsko celično smrt. Zelo verjetno sta oba procesa evolucijsko sorodna, saj so bile odkrite nekatere skupne molekule, poleg tega pa nekatere celice v procesu odmiranja kažejo morfološke oz. ultrastrukturne značilnosti avtofagije, medtem ko so na molekularnem nivoju izražene značilnosti apoptoze.
Oba procesa sicer nista vedno izključujoča, tj. lahko potekata sočasno v isti celici. Glede na odnose med obema procesoma lahko razdelimo celice v tri kategorije:
1. makroavtofagija ni del celične smrti, njena sprožitev pa upočasni ali celo prepreči apoptozo;
2. avtofagija je del apoptoze in je sprožena v zadnjih fazah apoptoze kot pomožni mehanizem;
3. avtofagija in apoptoza potekata sočasno in skupno prispevata k celični smrti.[7]

## Medicinski pomen

### Staranje
Značilnost celic, ki se starajo, je kopičenje spremenjenih  beljakovin in poškodovanih organelov, saj s staranjem celic in tkiv pride do morfoloških sprememb lizosomov, sprememb v njihovi vsebini in delovanju ter sprememb v aktivnosti avtofagije. Tako učinkovitost makroavtofagije in avtofagije s šaperoni upada, posledično pa se v celici kopičijo organeli, homeostaza celic se poruši in obramba pred mikrobi ter drugimi škodljivimi zunanjimi vplivi se zmanjša. To je še posebej nevarno za celice, ki se ne delijo več (npr. nevroni in srčne mišične celice).
Pri makroavtofagiji se torej tvorba novih avtofagni vakuol in njihovo združevanje z lizosomi zmanjšata, poleg tega pa se v lizosomih kopiči tudi lipofuscin. Le-ta ovira delovanje omenjenih organelov preko zmanjšanja količine lizosomskih encimov, ki bi bili lahko na voljo avtolizosomov, saj se encimi neprestano transportirajo zlasti v lizosome z lipofuscinom, ki je nerazgradljiv. Avtofagna aktivnost tako upade, kopičijo se poškodovani in stari mitohondriji, ki prepuščajo ione in tako povzročijo nastanek reaktivnih kisikovih spojin, tipov prostih radikalov (angleško reactive oxygen species, ROS). Ti so vzrok za razne spremembe v celici, kot so poškodbe DNK, peroksidacija lipidov v membranah, tvorbe prečnih vezi med proteini in kopičenje dolihola.

### Rakava obolenja
Tako sprožitev kot tudi zaustavitev avtofagije omogoča tumorskim oz. rakavim celicam preživetje. V začetnih fazah razvoja tumorja je proces avtofagije blokiran, zato sinteza beljakovin prevladuje nad njihovo razgradnjo, celice pa hitro in nemoteno rastejo. Z nadaljnjo rastjo postanejo celice v notranjosti tumorja slabo prekrvavljene in imajo s tem omejen dostop do kisika in hranil, zato preklopijo celice iz anabolne presnove (metabolizma) v katobolno presnovo, s čimer dobijo potrebna hranila. Poleg tega jim avtofagija daje dodatno prednost v smislu odpornosti na obsevanje in kemoterapijo, saj lahko sproti odstranjujejo poškodovane organele.
Po drugi strani lahko avtofagna aktivnost vodi tudi v celično smrt, npr. zaradi okvare kaspaz ali delovanja zdravil, kot je rapamicin.
Trenutno edini znani tumor-supresorski gen, udeležen v tvorbi avtofagosomov, je Beclin-1, in je pomemben predvsem za odstranjevanje poškodovanih organelov, zlasti mitohondrijev. Mutacije vodijo v kopičenje prostih kisikovih radikalov v citosolu in jedru, ki lahko povzročijo spremembe v genomu in tako prispevajo k razvoju obolenja. Mutacije, natančneje monoalelne delecije gena, so prisotne v 40-75 % rakavih obolenj pljuč, dojk, jajcevodov in prostate.

### Nalezljive bolezni
Avtofagija v splošnem predstavlja učinkoviti obrambni mehanizem odstranjevanja raznih bakterij, kot so Mycobacterium tuberculosis in rodovi Shigella, Salmonella in Listeria, ter virusov in parazitov (npr. Toxoplasma gondii v okuženih celicah gostitelja.
Kljub temu so se nekateri mikrobi prilagodili na takšen način, da lahko sami vplivajo na proces avtofagijo in jo izkoristijo sebi v prid. Primeri takih mikrobov so Brucella abortus, Legionella pneumophila in Porphyromonas gingivalis, ki spremenijo in prilagodijo avtofagosome v svoje "zavetišče" pred obrambnim sistemo gostitelja, vsebina avtofagosomov pa jim služi kot vir hranil. Obstajajo tudi drugi posebni načini, kot je npr. pri virusu herpesa simpleksa, ki izloča posebne beljakovine za inhibicijo aktivacije avtofagije, ter pri [[HIV|virusu humane imunske pomanjkljivosti (HIV), ki pri CD4+ limfocitih T (tj. pri celicah pomagalkah) sproži intenzivno avtofagijo ter tako povzroči oslabitev imunskega sistema, torej aktivirani imunski deficitni sindrom (AIDS).

### Bolezni živčevja
Pri mnogih nevrodegenerativnih boleznih sta bili odkriti dve skupni značilnosti okvarjenih nevronov, in sicer prisotnost beljakovinskih skupkov v citosolu ter spremenjena proteolitična aktivnost celic. Spremenjene, tj. mutirane ali napačno zvite beljakovine sprožijo lastno razgradnjo le-teh s pomočjo šaperonov ali proteaz, kar zadostuje v začetnih fazah obolenj, v poznejših fazah pa omenjena mehanizma ne zadostujeta zaradi vedno večjega kopičenja teh beljakovin. Tako je edina možnost odstranitve avtofagija, ki pa lahko v končni fazi privede tudi do avtofagne celične smrti.
Znani primeri tega so Alzheimerjeva bolezen (povečano nastajanje lizosomov in povečana sinteza lizosomskih hidrolaz), Huntingtonova bolezen (kopičenje mutirane beljakovine huntingtin) ter Parkinsonova bolezen (kopičenje mutirane beljakovine α-sinuklein v dopaminergičnih nevronih črne substance v srednjih možganih).

### Mišična obolenja
Dedna mišična obolenja, pri katerih se kopičijo avtofagosomi, so v osnovi posledica okvar v delovanju lizosomov. Najbolj znano obolenje je Danonova bolezen, ki je vezana na X-spolni kromosom.